# Leichtathletik-Weltmeisterschaften 2022/Teilnehmer (Australien)
| Goldmedaillen | Silbermedaillen | Bronzemedaillen |
| ------------- | --------------- | --------------- |
| 2             | —               | 1               |

Der Leichtathletikverband Australiens nahm an den Leichtathletik-Weltmeisterschaften 2022 in Eugene teil. 65 Athletinnen und Athleten wurden vom australischen Verband nominiert.

## Medaillengewinnerinnen
| Medaille | Athletin          | Disziplin      |
| -------- | ----------------- | -------------- |
| Gold     | Eleanor Patterson | Hochsprung     |
| Gold     | Kelsey-Lee Barber | Speerwurf      |
| Bronze   | Nina Kennedy      | Stabhochsprung |

## Ergebnisse

### Männer

#### Laufdisziplinen
| Athlet          | Disziplin        | Vorlauf        | Vorlauf | Halbfinale  | Halbfinale | Finale         | Finale |
| Athlet          | Disziplin        | Zeit           | Platz   | Zeit        | Platz      | Zeit           | Platz  |
| --------------- | ---------------- | -------------- | ------- | ----------- | ---------- | -------------- | ------ |
| Rohan Browning  | 100 m            | 10,22 s        | 05      | DNQ         | DNQ        | –              | –      |
| Jake Doran      | 100 m            | 10,29 s        | 06      | DNQ         | DNQ        | –              | –      |
| Aidan Murphy    | 200 m            | 20,75 s        | 06      | DNQ         | DNQ        | –              | –      |
| Calab Law       | 200 m            | 20,50 s PB     | 03      | 20,72 s     | 07         | DNQ            | DNQ    |
| Alex Beck       | 400 m            | 45,99 s        | 05      | 46,21 s     | 08         | DNQ            | DNQ    |
| Steven Solomon  | 400 m            | 46,87 s        | 06      | DNQ         | DNQ        | –              | –      |
| Peter Bol       | 800 m            | 1:45,50 min    | 01      | 1:45,58 min | 03         | 1:45,51 min    | 07     |
| Joseph Deng     | 800 m            | DNS            | DNS     | DNQ         | DNQ        | –              | –      |
| Oliver Hoare    | 1500 m           | 3:36,17 min    | 01      | 3:38,36 min | 10         | DNQ            | DNQ    |
| Stewart McSweyn | 1500 m           | 3:34,91 min SB | 01      | 3:35,07 min | 05         | 3:33,24 min SB | 09     |
| Matthew Ramsden | 1500 m           | 3:39,83 min    | 09      | DNQ         | DNQ        | –              | –      |
| Matthew Ramsden | 5000 m           | 13:52,19 min   | 16      |             |            | DNQ            | DNQ    |
| Ky Robinson     | 5000 m           | 13:27,03 min   | 08      |             |            | DNQ            | DNQ    |
| Jack Rayner     | 5000 m           | DNS            | DNS     |             |            | DNQ            | DNQ    |
| Jack Rayner     | 10.000 m         |                |         |             |            | 28:24,12 min   | 19     |
| Chris Douglas   | 110 m Hürden     | 13,95 s        | 08      | DNQ         | DNQ        | –              | –      |
| Nicholas Hough  | 110 m Hürden     | 13,51 s        | 05      | 13,42 s     | 07         | DNQ            | DNQ    |
| Ben Buckingham  | 3000 m Hindernis | 8:29,15 min    | 09      |             |            | DNQ            | DNQ    |
| Edward Trippas  | 3000 m Hindernis | 8:23,83 min    | 06      |             |            | DNQ            | DNQ    |
| Kyle Swan       | 20 km Gehen      |                |         |             |            | 1:28:43 h      | 33     |
| Declan Tingay   | 20 km Gehen      |                |         |             |            | 1:23:28 h      | 17     |
| Rhydian Cowley  | 20 km Gehen      |                |         |             |            | 1:23:37 h      | 19     |
| Rhydian Cowley  | 35 km Gehen      |                |         |             |            | 2:30:34 h AR   | 18     |
| Carl Gibbons    | 35 km Gehen      |                |         |             |            | DNF            | DNF    |

#### Sprung/Wurf
| Athlet                | Disziplin      | Qualifikation | Qualifikation | Finale     | Finale |
| Athlet                | Disziplin      | Weite/Höhe    | Platz         | Weite/Höhe | Platz  |
| --------------------- | -------------- | ------------- | ------------- | ---------- | ------ |
| Joel Baden            | Hochsprung     | 2,28 m SB     | 09            | 2,27 m     | 10     |
| Yual Reath            | Hochsprung     | 2,17 m        | 26            | DNQ        | DNQ    |
| Brandon Starc         | Hochsprung     | DNS           | DNS           | DNQ        | DNQ    |
| Kurtis Marschall      | Stabhochsprung | 5,50 m        | 24            | DNQ        | DNQ    |
| Henry Frayne          | Weitsprung     | 7,99 m        | 08            | 7,80 m     | 12     |
| Christopher Mitrevski | Weitsprung     | 7,83 m SB     | 16            | DNQ        | DNQ    |
| Matthew Denny         | Diskuswurf     | 66,98 m       | 04            | 66,47 m    | 06     |
| Cameron McEntyre      | Speerwurf      | 77,50 m       | 21            | DNQ        | DNQ    |
| Cruz Hogan            | Speerwurf      | 73,03 m       | 26            | DNQ        | DNQ    |

#### Zehnkampf
| Athlet           | Disziplin | 100 m   | Weitsprung | Kugelstoßen | Hochsprung | 400 m      | 110 m Hürden | Diskuswurf | Stabhochsprung | Speerwurf  | 1500 m         | Punkte | Platz |
| ---------------- | --------- | ------- | ---------- | ----------- | ---------- | ---------- | ------------ | ---------- | -------------- | ---------- | -------------- | ------ | ----- |
| Cedric Dubler    | Ergebnis  | 10,93 s | 7,56 m SB  | 12,87 m     | 2,08 m     | 47,71 s    | 14,28 s      | 42,88 m    | 5,10 m SB      | 54,76 m    | 4:37,26 min SB | 8246   | 08    |
| Cedric Dubler    | Punkte    | 876     | 950        | 659         | 878        | 923        | 939          | 723        | 941            | 659        | 698            | 8246   | 08    |
| Daniel Golubovic | Ergebnis  | 10,99 s | 6,96 m     | 15,00 m     | 1,96 m SB  | 49,44 s SB | 13,92 s PB   | 46,37 m    | 4,60 m         | 56,75 m SB | 4:29,67 min SB | 8071   | 14    |
| Daniel Golubovic | Punkte    | 863     | 804        | 790         | 767        | 841        | 985          | 795        | 790            | 689        | 747            | 8071   | 14    |
| Ashley Moloney   | Ergebnis  | 10,49 s | 7,46 m     | 14,28 m     | 1,96 m     | 46,88 s    | 14,46 s      | 42,45 m    | DNS            | DNS        | DNS            | DNF    | -     |
| Ashley Moloney   | Punkte    | 977     | 925        | 745         | 767        | 964        | 916          | 715        | DNS            | DNS        | DNS            | DNF    | -     |

### Frauen

#### Laufdisziplinen
| Athletin              | Disziplin        | Vorlauf        | Vorlauf | Halbfinale  | Halbfinale | Finale       | Finale |
| Athletin              | Disziplin        | Zeit           | Platz   | Zeit        | Platz      | Zeit         | Platz  |
| --------------------- | ---------------- | -------------- | ------- | ----------- | ---------- | ------------ | ------ |
| Bree Masters          | 100 m            | 11,29 s PB     | 04      | DNQ         | DNQ        | –            | –      |
| Ella Connolly         | 200 m            | 23,27 s        | 05      | DNQ         | DNQ        | –            | –      |
| Jacinta Beecher       | 200 m            | 23,22 s        | 03      | 23,14 s     | 08         | DNQ          | DNQ    |
| Catriona Bisset       | 800 m            | 2:22,25 min    | 07      | 2:05,20 min | 09         | DNQ          | DNQ    |
| Claudia Hollingsworth | 800 m            | 2:04,11 min    | 08      | DNQ         | DNQ        | –            | –      |
| Tess Kirsopp-Cole     | 800 m            | 2:05,74 min    | 07      | DNQ         | DNQ        | –            | –      |
| Georgia Griffith      | 1500 m           | 4:07,65 min    | 03      | 4:05,16 min | 04         | 4:03,26 min  | 09     |
| Abbey Caldwell        | 1500 m           | DNS            | DNS     | DNQ         | DNQ        | –            | –      |
| Linden Hall           | 1500 m           | 4:03,21 min    | 03      | 4:04,65 min | 09         | DNQ          | DNQ    |
| Jessica Hull          | 1500 m           | 4:04,68 min    | 02      | 4:01,81 min | 03         | 4:01,82 min  | 07     |
| Jessica Hull          | 5000 m           | DNS            | DNS     |             |            | DNQ          | DNQ    |
| Rose Davies           | 5000 m           | 15:45,95 min   | 15      |             |            | DNQ          | DNQ    |
| Natalie Rule          | 5000 m           | DNF            | DNF     |             |            | DNQ          | DNQ    |
| Sarah Klein           | Marathon         |                |         |             |            | 2:30:10 h PB | 14     |
| Liz Clay              | 100 m Hürden     | DQ             | DQ      | DNQ         | DNQ        | –            | –      |
| Michelle Jenneke      | 100 m Hürden     | 12,84 s SB     | 03      | 12,66 s PB  | 05         | DNQ          | DNQ    |
| Celeste Mucci         | 100 m Hürden     | 13,01 s        | 04      | DQ          | DQ         | DNQ          | DNQ    |
| Sarah Carli           | 400 m Hürden     | 55,89 s        | 03      | 55,57 s SB  | 07         | DNQ          | DNQ    |
| Amy Cashin            | 3000 m Hindernis | 9:21,46 min PB | 08      |             |            | DNQ          | DNQ    |
| Brielle Erbacher      | 3000 m Hindernis | 9:40,55 min    | 11      |             |            | DNQ          | DNQ    |
| Cara Feain-Ryan       | 3000 m Hindernis | 9:43,41 min    | 11      |             |            | DNQ          | DNQ    |
| Rebecca Henderson     | 20 km Gehen      |                |         |             |            | 1:34:38 h    | 20     |
| Jemima Montag         | 20 km Gehen      |                |         |             |            | 1:28:17 h    | 04     |
| Kelly Ruddick         | 35 km Gehen      |                |         |             |            | 3:11:55 h    | 34     |

#### Sprung/Wurf
| Athletin          | Disziplin      | Qualifikation | Qualifikation | Finale     | Finale |
| Athletin          | Disziplin      | Weite/Höhe    | Platz         | Weite/Höhe | Platz  |
| ----------------- | -------------- | ------------- | ------------- | ---------- | ------ |
| Nicola Olyslagers | Hochsprung     | 1,93 m        | 09            | 1,96 m SB  | 05     |
| Eleanor Patterson | Hochsprung     | 1,93 m        | 01            | 2,02 m AR  | Gold   |
| Nina Kennedy      | Stabhochsprung | 4,50 m        | 01            | 4,80 m SB  | Bronze |
| Brooke Buschkuehl | Weitsprung     | 6,76 m        | 06            | 6,87 m     | 05     |
| Samantha Dale     | Weitsprung     | 6,04 m        | 24            | DNQ        | DNQ    |
| Alexandra Hulley  | Hammerwurf     | 68,83 m       | 18            | DNQ        | DNQ    |
| Kelsey-Lee Barber | Speerwurf      | 61,27 m       | 05            | 66,91 m WL | Gold   |
| Mackenzie Little  | Speerwurf      | 59,06 m       | 12            | 63,22 m PB | 05     |
| Kathryn Mitchell  | Speerwurf      | 53,09 m       | 25            | DNQ        | DNQ    |